# École nationale supérieure d'informatique et de mathématiques appliquées de Grenoble
École nationale supérieure d'informatique et de mathématiques appliquées de Grenoble (ENSIMAG) é uma Grande École francesa localizada em Grenoble, França. ENSIMAG faz parte do Institut polytechnique de Grenoble (Grenoble INP). A escola é uma das principais instituições educativas francesas e é especializada em informática, matemática aplicada e telecomunicações.
No campo da informática e da matemática aplicada, a ENSIMAG ocupa o primeiro lugar em França, de acordo com a posição dos seus alunos nos exames nacionais de admissão e a classificação das empresas que contratam os seus alunos e meios de comunicação especializados.

## Famosos graduados
- Alain Colmerauer, um cientista da computação francês, que contribuiu para a criação da linguagem de programação Prolog